# Raoul Ponchon
Raoul Ponchon (* 30. Dezember 1848 in La Roche-sur-Yon; † 2. Dezember 1937 in Paris) war ein französischer Dichter.

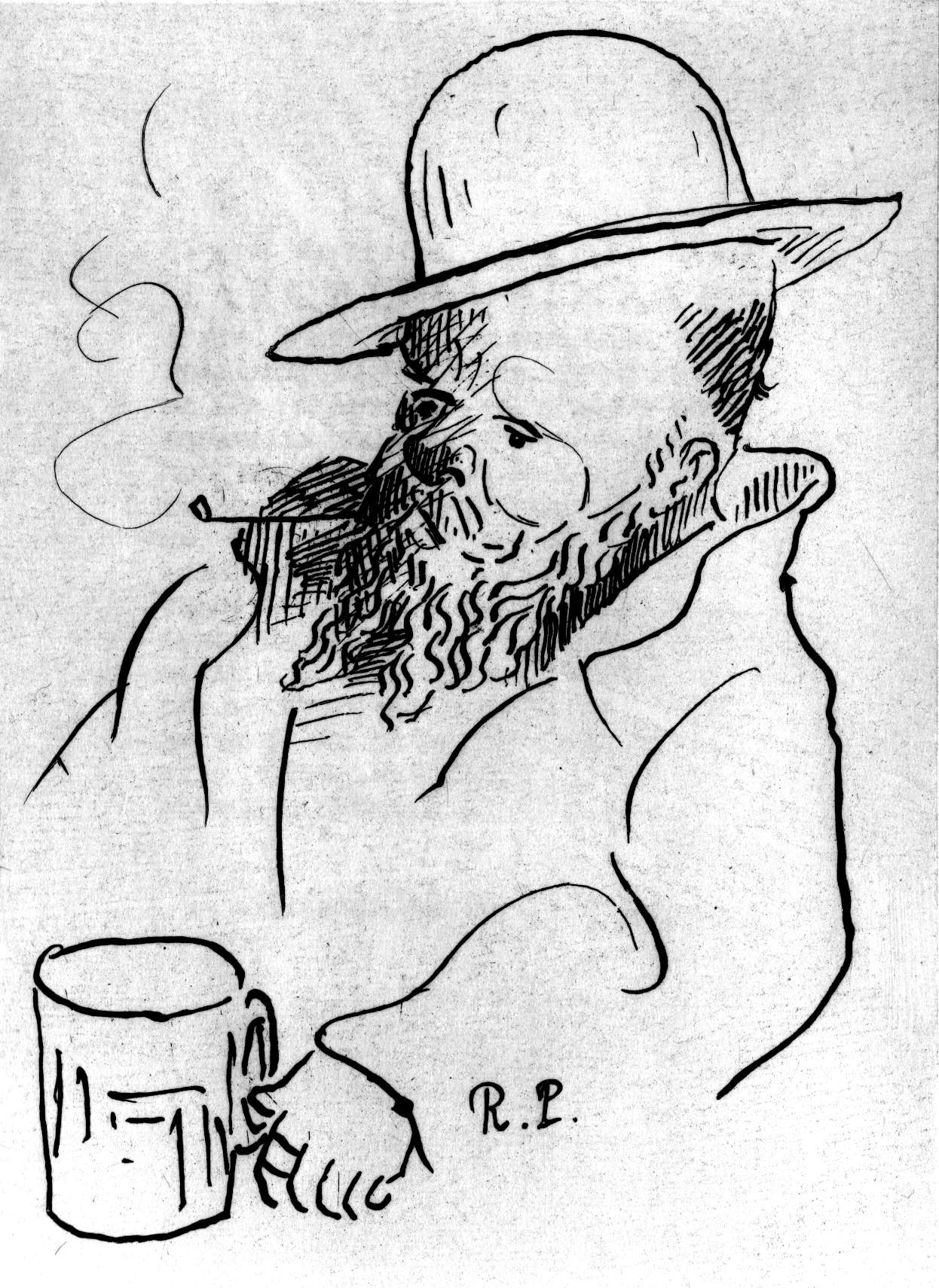
Raoul Ponchon (Selbstporträt)

## Leben und Werk
Raoul Pouchon ging nach Paris und schrieb ab 1887 unter dem Pseudonym Raoul Ponchon für verschiedene Zeitungen. Seine Spezialität war die „gazette rimée“, der gereimte politische Kommentar mit satirischer Spitze. Er praktizierte ihn über Jahrzehnte und brachte es insgesamt auf 150 000 Verse. Sein Leben spielte sich in den Cafés der Belle Époque ab. Jean-Pierre Damour nannte ihn einen „Beamten der Bohème“.  1924 wurde er in die Académie Goncourt gewählt (Sitz Nr. 7), 1925 in die Ehrenlegion aufgenommen. Er starb 1937 im Alter von fast 89 Jahren. Der überwiegende Teil seiner Dichtung wurde erst postum publiziert. In zahlreichen Städten sind Straßen nach ihm benannt.

## Werke (Auswahl)

### Zu Lebzeiten erschienen
- La Muse au cabaret. Fasquelle, Paris 1920, 1937. Paris 1946. B. Grasset, Paris 1998.
- Bouteille et Vénus ou Laissés pour compte d'un poète notoire et modeste. Paris 1933.
- Fantaisies et moralités. Paris 1935.

### Postum erschienen
- La Muse gaillarde. Rieder, Paris 1939. Terres latines, Paris 1949.
- Gazettes rimées. Lyon 1947.
- La Muse vagabonde, gazettes rimées. Fasquelle, Paris 1948.
- La Muse frondeuse. Hrsg. Daniel Mouret. B. Grasset, Paris 1971. (Gazettes rimées, 1886–1900) (Vorwort von Roland Dorgelès)